# Hotel Polonia w Raciborzu
Hotel Polonia (daw. niem. Knittel's Hotel) – trzygwiazdkowy hotel w Raciborzu działający od 1850 roku. Mieści się w centrum miasta, w pobliżu stacji kolejowej, na placu Dworcowym 16.
Hotel powstał w 1850 roku pod nazwą Knittel's Hotel, niedługo po doprowadzeniu do miasta linii kolejowej (pierwszy pociąg dotarł do Raciborza 1 stycznia 1846 roku), w bezpośrednim sąsiedztwie stacji kolejowej. W budynku hotelu działała również poczta, przeniesiona 8 grudnia 1889 roku do nowo wybudowanego gmachu po drugiej stronie placu Dworcowego. Jest to trójkondygnacyjny, dziewięcioosiowy, zamknięty kostkowym fryzem budynek w stylu eklektycznym, z elementami secesji. Nadproża okien, prostokątne oraz półkoliste, zdobione są ornamentami o roślinnych motywach. Do hotelu należał kiedyś także przylegający do niego budynek na rogu z ulicą Mickiewicza. Narożnik zaakcentowany był trójkątnym, podwyższonym wykuszem, przypominającym wieżę. Został on jednak zburzony, do hotelu dołączono za to oficynę sąsiedniej kamienicy. Po II wojnie światowej hotel nadal działał, lecz nie prezentował już tak wysokiego standardu, jak przed wojną. W 1997 roku, podczas wielkiej powodzi został zatopiony niemal do pierwszego piętra. W tym samym roku, jeszcze przed powodzią stał się własnością prywatną. Nowy właściciel przywrócił mu wysoki standard. W 2007 roku, podczas gdy remontowany był budynek raciborskiego urzędu stanu cywilnego, w hotelu odbywały się uroczystości zawierania związków małżeńskich. Obecnie hotel prezentuje najwyższy standard w Raciborzu. Dysponuje on 23 pokojami z łazienkami, posiada także własną restaurację oraz salę konferencyjną.